# 小郡駅
小郡駅（おごおりえき）は、福岡県小郡市祇園一丁目に所在する甘木鉄道甘木線の駅。西日本鉄道西鉄小郡駅と相互乗換駅。

## 歴史
- 1939年（昭和14年）4月28日：国鉄甘木線の基山駅 - 甘木駅間の開通に伴い、筑後小郡駅（ちくごおごおりえき）として開業[1]。
- 1960年（昭和35年）
  - 4月15日：車扱貨物の取り扱い廃止[1]。
  - 4月25日：鉄道弘済会が駅業務を受託する業務委託駅となる[2][注 1]。
- 1973年（昭和48年）4月1日：荷物および小口扱い貨物の取り扱い廃止[3]。無人駅となる[4]。
- 1986年（昭和61年）4月1日：甘木鉄道に転換[5]。同時に約500メートル甘木寄りの西日本鉄道（西鉄）天神大牟田線との交差地点そばに移転し、小郡駅に改称[5]。西鉄小郡駅も従来の出口より90メートル甘木鉄道寄りに出口を新設[5]。これにより従来600メートルほど離れていた西鉄小郡駅との距離が、120メートルほどに短縮された[5]。

## 駅構造

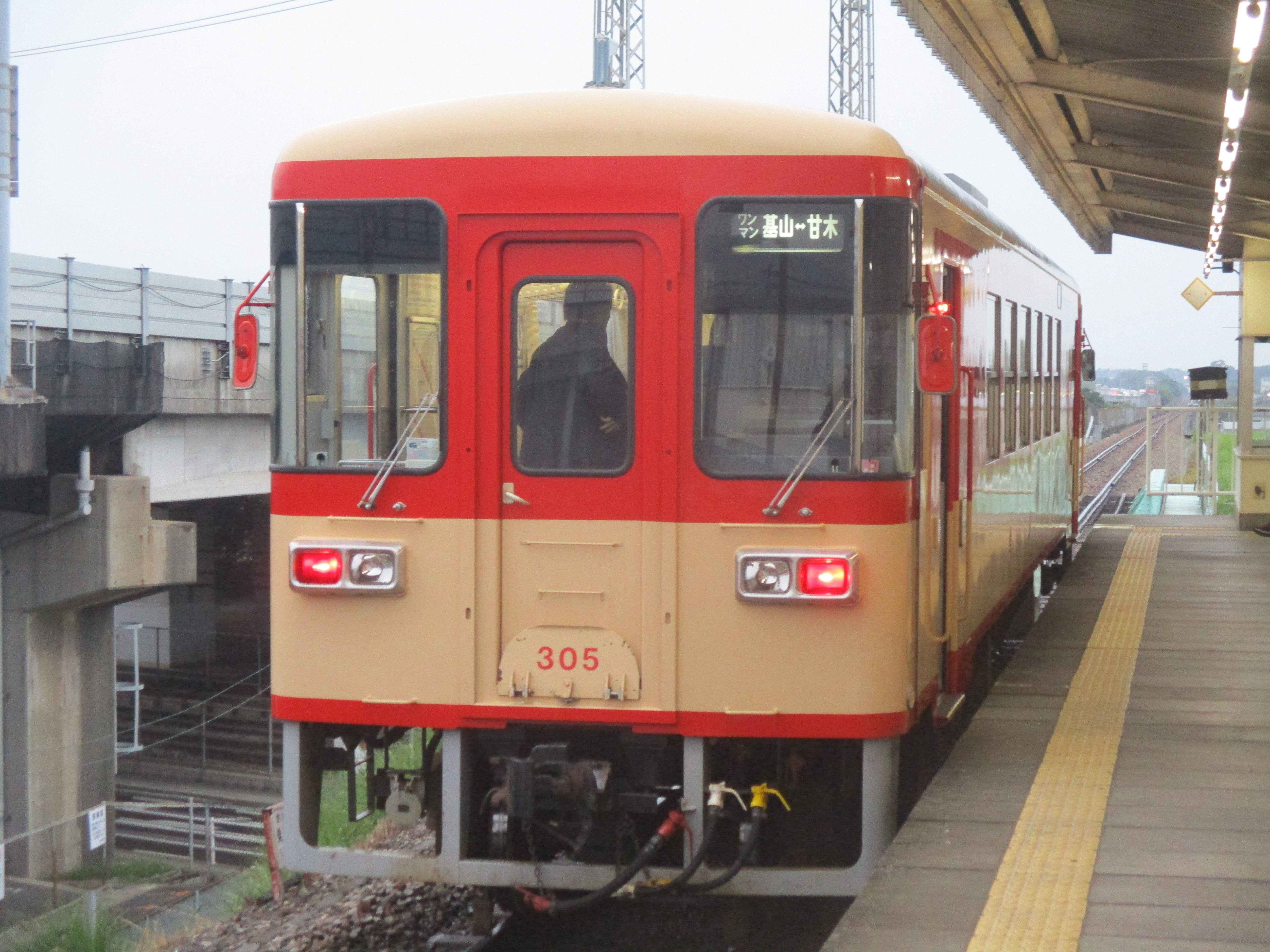
小郡駅に停車中のAR305（2018年9月）
（左側に見えるのが大分自動車道）

下り列車進行方向（甘木方向）に向かって右側に単式ホーム1面1線を有する高架駅。無人駅であるが駅構内の事務室で回数券、一日乗車券の発売と定期券の取次ぎをしている。トイレはホーム基山側末端に設置されている（水洗式）。飲料の自販機は駅階段の下及びホームに設置されている。列車接近時に自動放送あり（基山行は男声、甘木行は女声）。

## 利用状況
2008年度の1日平均乗車人員は1,011人である。
2023年度の1日平均乗車人員は995人である。
| 乗車人員推移       | 乗車人員推移 |
| 年度               | 1日平均人数  |
| ------------------ | ------------ |
| 2008年（平成20年） | 1,011        |
| 2009年（平成21年） |              |
| 2010年（平成22年） |              |
| 2011年（平成23年） | 982          |
| 2012年（平成24年） | 1,010        |
| 2013年（平成25年） | 1,079        |
| 2014年（平成26年） | 1,140        |
| 2015年（平成27年） | 1,043        |
| 2016年（平成28年） | 1,025        |
| 2017年（平成29年） | 1,000        |
| 2018年（平成30年） | 1,043        |
| 2019年（令和元年） | 1,021        |
| 2020年（令和02年） | 790          |
| 2021年（令和03年） | 867          |
| 2022年（令和04年） | 942          |
| 2023年（令和05年） | 995          |

## 駅周辺
駅のすぐ横を大分自動車道が通っている。防音壁があるので大分自動車道からは駅が見えない。小郡市の中心部に位置するが、当駅の周囲は閑散としている。駅のすぐ東側で甘木線が西鉄天神大牟田線をまたぎ越す。なお、当駅から西鉄小郡駅までは南へ250メートル程の距離である。
- 小郡市役所
- 小郡市立小郡小学校
- 小郡自動車学校
- 小郡駅前郵便局
- イトマンスイミングスクール小郡校（旧・ブリヂストンスイミングスクール小郡）
- 福岡銀行小郡支店
- 西日本シティ銀行小郡支店
- レガネット小郡
- 小郡官衙遺跡
- 西鉄小郡駅 - 西鉄天神大牟田線

バス・タクシーは当駅前からは発着せず、西鉄小郡駅西側のロータリーに発着する。

## 筑後小郡駅

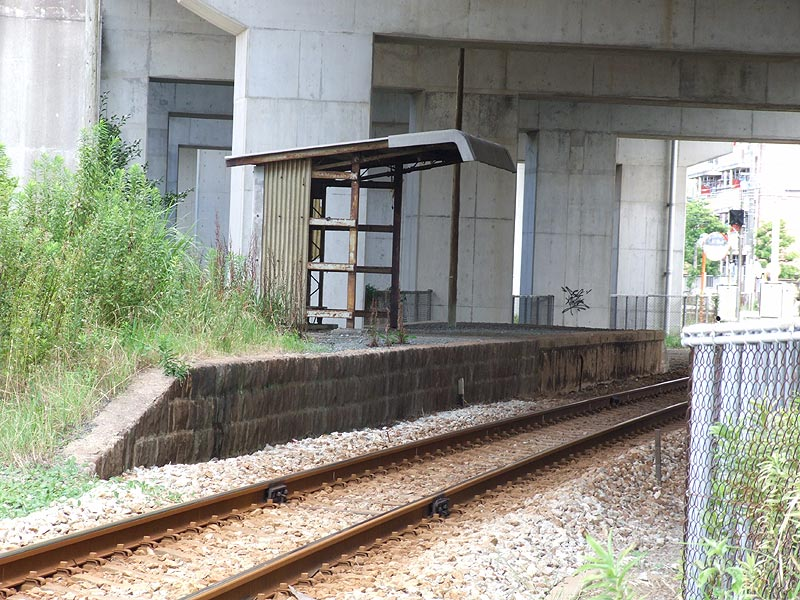
筑後小郡駅跡

旧筑後小郡駅は現在の小郡駅から基山寄りに約500メートル西側の甘木線と大分自動車道の交差地点（北緯33度23分50.2秒 東経130度32分57.5秒 / 北緯33.397278度 東経130.549306度）にあり、高速道路の真下にホームがあった。駅舎跡はマンションが建っているが、近年まで当時のホームと待合所の屋根などが残存していた。2021年初頭時点では待合所の屋根が撤去されている。

## 隣の駅
甘木鉄道
■甘木線
立野駅 - （大原信号場） - 小郡駅 - 大板井駅